# Bingo! (AKB48)
Bingo! è il quarto singolo discografico major (sesto in assoluto) del gruppo di idol giapponesi AKB48, pubblicato dall'etichetta DefSTAR Records il 18 luglio 2007. Il singolo è arrivato alla sesta posizione della classifica dei singoli più venduti della settimana Oricon.

## Tracce
CD singolo
Testi di Yasushi Akimoto.
1. Bingo! – 4:09 (musica: Hideki Naruse)
2. Only Today – 4:17 (musica: Tetsuya Ōuchi)
3. Bingo! (Instrumental) – 4:09
4. Only Today (Instrumental) – 4:17

Durata totale: 16:52

## Formazione
All'incisione della title track hanno partecipato diciotto membri facenti parte dei Team A, K e B:
Team A
- Atsuko Maeda (center)
- Minami Takahashi (center)
- Tomomi Itano
- Haruna Kojima
- Minami Minegishi
- Rina Nakanishi
- Mai Ōshima
- Mariko Shinoda

Team K
- Sayaka Akimoto
- Tomomi Kasai
- Yuka Masuda
- Sae Miyazawa
- Manami Oku
- Erena Ono
- Yūko Ōshima

Team B
- Natsumi Hirajima
- Yuki Kashiwagi
- Mayu Watanabe

All'incisione del lato B hanno partecipato i seguenti membri:
- Natsumi Hirajima
- Michiru Hoshino
- Tomomi Itano
- Nozomi Kawasaki
- Haruna Kojima

- Hitomi Komatani
- Atsuko Maeda
- Kayano Masuyama
- Minami Minegishi
- Rina Nakanishi

- Risa Narita
- Tomomi Ōe
- Mai Ōshima
- Yukari Satō
- Mariko Shinoda

- Minami Takahashi
- Hana Tojima
- Kazumi Urano
- Shiho Watanabe

## Classifiche
| Classifica (2007) | Posizione più alta |
| ----------------- | ------------------ |
| Giappone          | 6                  |